# 布拉德·舒马赫
布拉德·舒马赫（英語：Brad Schumacher，1974年3月6日—），美国男子游泳、水球运动员。他曾代表美国参加1996年和2000年夏季奥林匹克运动会，在游泳项目上获得二枚金牌。